# Haploperla ussurica
Haploperla ussurica är en bäcksländeart som beskrevs av Navás 1934. Haploperla ussurica ingår i släktet Haploperla och familjen blekbäcksländor. Inga underarter finns listade i Catalogue of Life.